# Xã Glendale, Quận Logan, Bắc Dakota
Xã Glendale (tiếng Anh: Glendale Township) là một xã thuộc quận Logan, tiểu bang Bắc Dakota, Hoa Kỳ. Năm 2010, dân số của xã này là 55 người.